# Kanton Lencloître
Der Kanton Lencloître war bis 2015 ein französischer Wahlkreis im Arrondissement Châtellerault im Département Vienne und in der Region Poitou-Charentes; sein Hauptort war Lencloître. Sein Vertreter im Conseil Général war zuletzt von 1994 bis 2015 Henri Colin (DVD). 
Der Kanton war 161,23  km² groß und hatte (1999) 8209 Einwohner, was einer Bevölkerungsdichte von 51 Einwohnern pro km² entsprach. Er lag im Mittel 98 Meter über dem Meeresspiegel, zwischen 58 m in Scorbé-Clairvaux und 171 m in der gleichen Gemeinde. 

## Gemeinden
Der Kanton umfasste neun Gemeinden:
| Gemeinde               | Einwohner Jahr | Fläche km² | Bevölkerungsdichte | Postleitzahl | Code INSEE |
| ---------------------- | -------------- | ---------- | ------------------ | ------------ | ---------- |
| Cernay                 | 457 (2013)     | –          | – Einw./km²        | 86140        | 86047      |
| Doussay                | 663 (2013)     | –          | – Einw./km²        | 86140        | 86096      |
| Lencloître             | 2507 (2013)    | –          | – Einw./km²        | 86140        | 86128      |
| Orches                 | 395 (2013)     | –          | – Einw./km²        | 86230        | 86182      |
| Ouzilly                | 902 (2013)     | –          | – Einw./km²        | 86380        | 86184      |
| Saint-Genest-d’Ambière | 1267 (2013)    | –          | – Einw./km²        | 86140        | 86221      |
| Savigny-sous-Faye      | 368 (2013)     | –          | – Einw./km²        | 86140        | 86257      |
| Scorbé-Clairvaux       | 2311 (2013)    | –          | – Einw./km²        | 86140        | 86258      |
| Sossais                | 465 (2013)     | –          | – Einw./km²        | 86230        | 86265      |

## Bevölkerungsentwicklung
| 1962  | 1968  | 1975  | 1982  | 1990  | 1999  | 2006  |
| ----- | ----- | ----- | ----- | ----- | ----- | ----- |
| 7.353 | 7.036 | 7.031 | 7.691 | 8.072 | 8.209 | 8.783 |